# ランタオ島
座標: 北緯22度16分14秒 東経113度57分10秒 / 北緯22.27056度 東経113.95278度

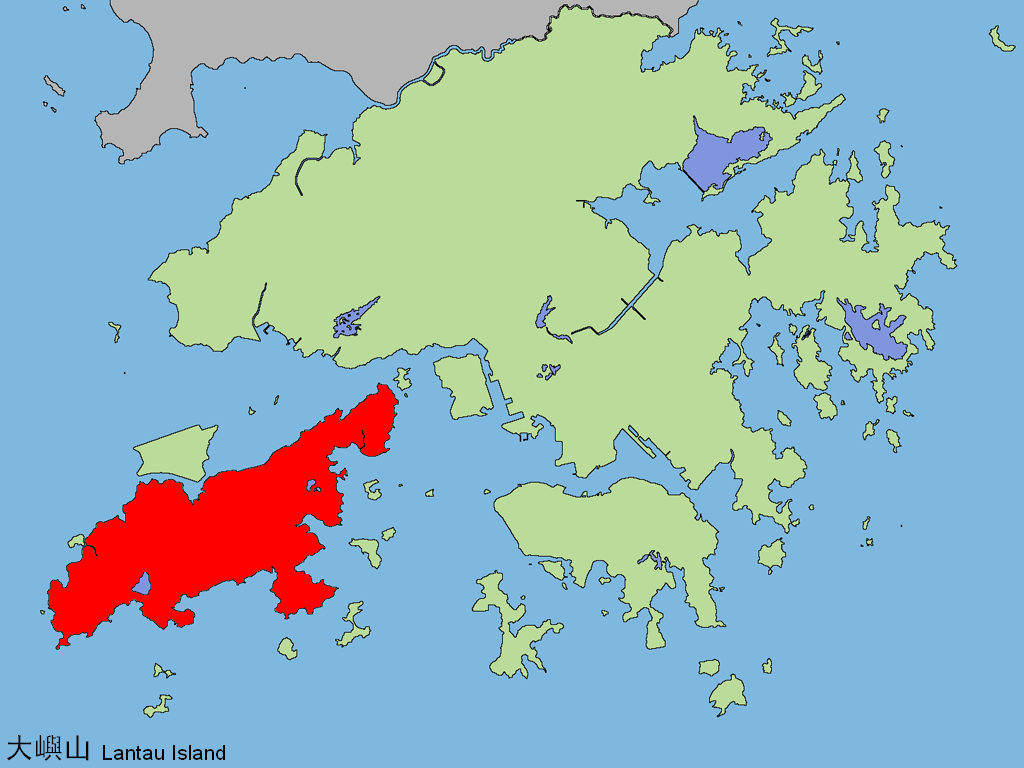
ランタオ島の位置

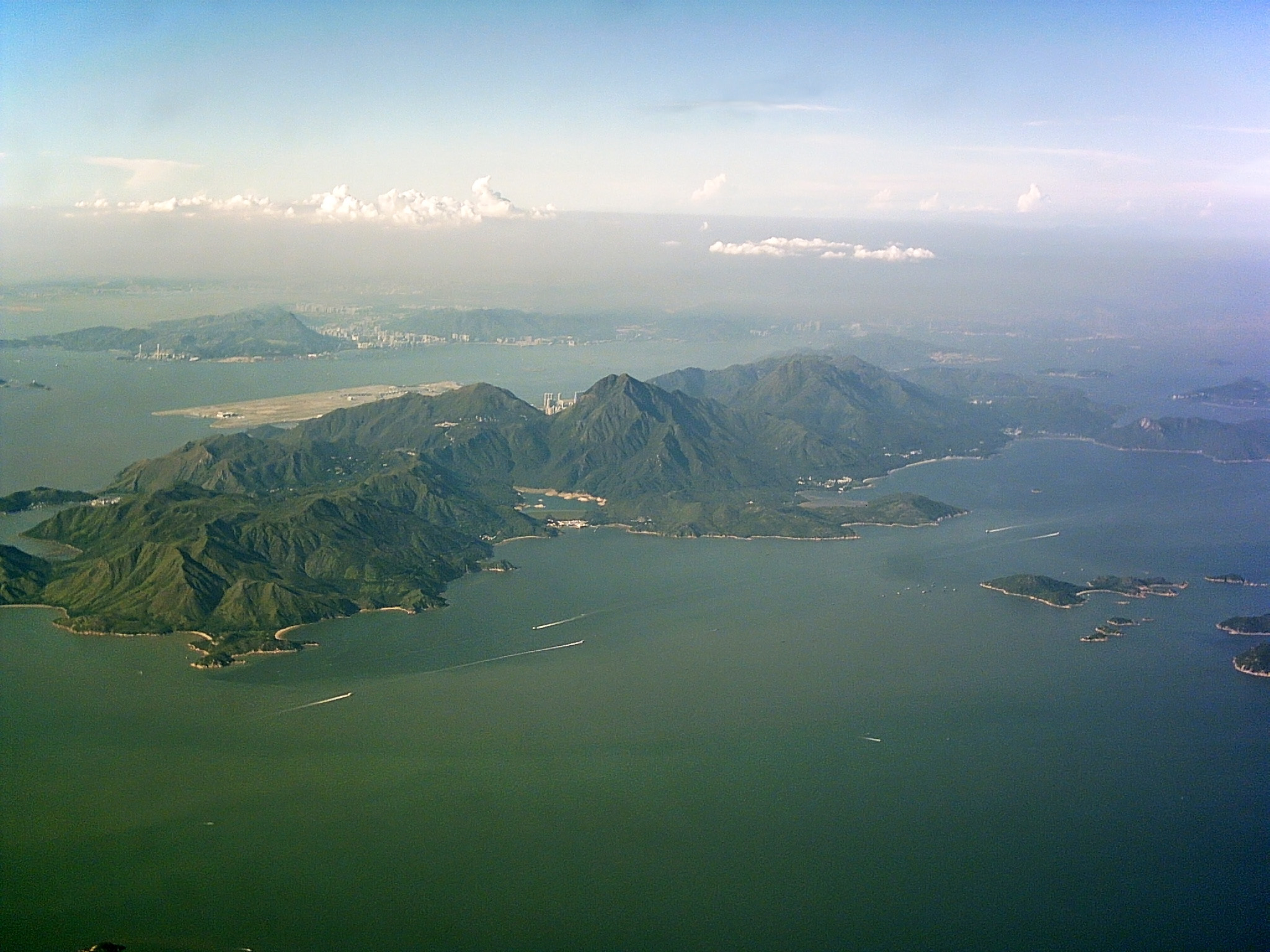
ランタオ島

ランタオ島（ランタオとう、大嶼山、英語: Lantau Island）は、香港の新界にある島。香港島の西方に浮かぶ同行政区最大の島で鉄道や道路で香港市街地（九龍、香港島）と結ばれている。大部分は離島区に属するが、北東の一部は荃湾区に属する。

## 概要
「大嶼山」の「大嶼」は大島の意。広東語でダーイユーサーンと発音する。「嶼」は広東語では普通「ジョイ」と読むが、「大嶼」は「大罪」と同じ発音となり縁起が良くないため、旁の「與」に基づく例外的な発音の「ユー」としている。英語名になった「ランタオ」は、「爛頭」（ただれた頭）に由来する。
面積は 146.48平方キロメートル。元は田舎の島で林道ハイキングや海水浴、大仏参拝をする人が訪れる程度であったが、1980年代はじめに東部の大白湾沿いに高級住宅地愉景湾（ディスカバリー・ベイ）が造成され、多くの外国人が暮らしはじめた。その後1998年北部に隣接する赤鱲角周辺を埋め立てて香港国際空港が開港した。2005年9月には東部に香港ディズニーランドがオープンし、2006年には空港の隣接町の東涌から大仏を結ぶロープウェー昂坪360も開業し、大仏周辺も再開発されるなど、大型建設プロジェクトが相次いでいる。香港島とフェリーで結ばれている梅窩近くの銀鉱湾や、南部の海岸には海水浴場もあり、夏にはリゾート客でにぎわう。
空港開港時には空港・東涌地区と九龍半島・香港島とを結ぶ機場快線・東涌線が開通した。東涌駅にはバスターミナルも整備され、島内の主要地点に行くことができる。東涌駅からの昂坪360は香港鉄路有限公司が管理していて、観光地となっている宝蓮禅寺や天壇大仏近くまで行ける。
島は大部分が自然公園に指定されており、「ランタオトレイル」として昔から林道も整備されていてハイカーも多い。
西部には「棚屋」と呼ばれる古い水上家屋が残る漁村の大澳があり、観光名所のひとつとなっている。大澳では水上家屋とシナウスイロイルカを見る観光船に乗ることもでき、休日には屯門とフェリーでも結ばれている。
港青基信書院は、この島にある中学校である。